# Paratachys piceolus
Paratachys piceolus är en skalbaggsart som beskrevs av Laferte. Paratachys piceolus ingår i släktet Paratachys och familjen jordlöpare. Inga underarter finns listade i Catalogue of Life.